# سيباستيان ستان
سيباستيان ستان (بالإنجليزية: Sebastian Stan)‏ (ولد: 13 أغسطس 1982، رومانيا - )؛ هو ممثل روماني أمريكي بدأ مسيرته الفنية عام 2003، معروف بدور باكي بارنز في فيلمي كابتن أمريكا: المنتقم الأول (2011) وكابتن أمريكا: جندي الشتاء (2014).

## الحياة الشخصية
ولد ستان في مدينة كونستانتسا في رومانيا وذكر ان والداه انفصلا عندما كان يبلغ السنتين. عندما بلغ عمره 8 سنين، انتقل هو وامه إلى ڤيينا،النمسا اثناء الثورة الرومانية. بعد 4 سنوات، انتقل هو وامه إلى مقاطعة روكلاند (نيويورك).
كان ستان في علاقة مع زميلته في سلسلة فتاة النميمة لايتن ميستر طيلة حوالي سنتين من 2008 إلى 2010. كما واعد ديانا أغرون من ماي إلى ديسمبر 2011. لقد واعد أيضا زميلته في سلسلة كان يا ما كان جنيفر موريسون من فيفري 2012 إلى أوت 2013.

## المسيرة الفنية
سنة 2010، ظهر ستان في فيلم بلاك سوان، كما بدأ بتصوير فيلم الرعب الظهور (The Apparition) في فيفري من نفس العام، صدر هذا الفيلم في أوت 2012.
لعب ستان دور بلاين في فيلم آلة زمن حوض الاستحمام (Hot Tub Time Machine) في مارس 2010. لاحقا في نفس السنة لعب دور باكي بارنز في فيلم كابتن أمريكا: المنتقم الأول المبني حول شخصية الـمارفل كومكس. عاد ستان إلى هذا الدور سنة 2014 في الجزء الثاني للفيلم كابتن أمريكا: جندي الشتاء.
في سنة 2012، أدى دورا في فيلم الإثارة ذهب (Gone) وبدأ في التمثيل في سلسلة كان يا مكان، كما ظهر في السلسلة القصيرة حيوانات سياسية (Political Animals).

## الأعمال

### أفلام
| السنة | العنوان                     | الدور                    | ملاحظة |
| ----- | --------------------------- | ------------------------ | ------ |
| 2004  | زفاف توني وتينا             | جوني                     |        |
| 2005  | أبواب حمراء                 | سايمون                   |        |
| 2006  | المهندس المعاري             | مارتن واترز              |        |
| 2006  | الميثاق                     | تشايس كولينز             |        |
| 2007  | تعليم تشارلي بانكس          | ليو                      |        |
| 2008  | ريتشل تتزوج                 | والتر                    |        |
| 2009  | سبريد                       | هاري                     |        |
| 2010  | ألة زمن حوض الاستحمام       | بلاين                    |        |
| 2010  | البجعة السوداء              | أندرو                    |        |
| 2011  | كابتن أمريكا: المنتقم الأول | باكي بارنز / جندي الشتاء |        |
| 2012  | ذهب                         | بيلي                     |        |
| 2012  | الظهور                      | بن                       |        |
| 2014  | كابتن أمريكا: جندي الشتاء   | باكي بارنز/ جندي الشتاء  |        |
| 2015  | الرجل النملة                | باكي بارنز/ جندي الشتاء  |        |
| 2015  | ريكي والوميض                | جوشوا برومل              |        |
| 2015  | المريخي                     | د.كريس                   |        |
| 2016  | كابتن أمريكا: الحرب الأهلية | باكي بارنز               |        |
| 2017  | لوغان المحظوظ               | دايتون وايت              |        |
| 2017  | أنا، تونيا                  | جيف جيلولي               |        |
| 2018  | مدمر                        | كريس                     |        |
| 2018  | النمر الأسود                | باكي بارنز/ جندي الشتاء  |        |
| 2018  | المنتقمون: الحرب اللانهائية | باكي بارنز/ جندي الشتاء  |        |
| 2019  | المنتقمون: نهاية اللعبة     | باكي بارنز/ جندي الشتاء  |        |
| 2020  | شيطان أبد الدهر             | لي                       |        |
| 2022  | 355                         | نك فولر                  |        |
| 2022  | طازج                        | ستيف                     |        |
| 2023  | أكثر حدة                    | ماكس                     |        |
| 2023  | إختفاء                      | غود                      |        |
| 2023  | المال الغبي                 | ولادیمیر تنف             |        |
| 2024  | المتدرب                     | دونالد ترامب             |        |

### مسلسلات
| السنة           | العنوان        | الدور                 | ملاحظة             |
| --------------- | -------------- | --------------------- | ------------------ |
| 2003            | قانون ونظام    | جاستن كابشو           | حلقة: محمي         |
| 2007، 2009-2010 | فتاة النميمة   | كارتر بايزن           | 11 حلقة            |
| 2009            | ملوك           | جوناثن "جاك" بينجامين | دور رئيسي، 12 حلقة |
| 2012            | كان يا مكان    | ذا ماد هاتر / جيفرسون | 6 حلقات            |
| 2012            | حيوانات سياسية | توماس "تي.جاي" هاموند | سلسلة قصيرة        |
| 2012            | متاهة          | ويل فرانكلين          | سلسلة قصيرة        |

## روابط خارجية
- سيباستيان ستان على موقع IMDb (الإنجليزية)
- سيباستيان ستان على موقع روتن توميتوز (الإنجليزية)
- سيباستيان ستان على موقع ألو سيني (الفرنسية)
- سيباستيان ستان على موقع أول موفي (الإنجليزية)
- سيباستيان ستان على موقع بوكس أوفيس موجو (الإنجليزية)
- سيباستيان ستان على موقع قاعدة بيانات برودواي على الإنترنت (الإنجليزية)
- سيباستيان ستان على موقع قاعدة بيانات الأفلام السويدية (السويدية)
- سيباستيان ستان على موقع إن إن دي بي (الإنجليزية)
- سيباستيان ستان على موقع قاعدة بيانات الفيلم (الإنجليزية)
- سيباستيان ستان على موقع كينوبويسك (الروسية)